# Comitato esecutivo centrale panrusso
Il Comitato esecutivo centrale panrusso (in russo: Всеросси́йский Центра́льный Исполни́тельный Комите́т), comunemente noto con l'acronimo ВЦИК (traslitterato: VTsIK), era un organo rappresentativo del Congresso panrusso dei soviet. Era il più alto ramo del governo, che fungeva da organo legislativo, amministrativo e di supervisione della Repubblica Socialista Federativa Sovietica Russa (RSFS Russa), in vigore dal 1917 al 1937. Nel 1937 fu trasformato nel Presidium del Soviet Supremo della RSFS Russa.
Eletto dal Congresso dei Soviet, prestò servizio tra un congresso e l'altro. Prima della fondazione dell'URSS nel 1922, comprendeva membri della RSS Ucraina e della RSS Bielorussa, eletti nei rispettivi Congressi dei Soviet.
Il primo Comitato esecutivo centrale panrusso fu eletto nel luglio 1917, ma non era un organo di governo e il suo presidente, il menscevico Nikolaj Semënovič Čcheidze, non era il capo dello Stato russo. Questa situazione cambiò al II Congresso dei Soviet durante la Rivoluzione d'Ottobre.
Durante la primavera del 1918, la crescente influenza dei partiti socialisti non bolscevichi e la possibilità di ottenere la maggioranza nei soviet portarono all'espulsione dei menscevichi e dei socialisti-rivoluzionari dal VTsIK il 14 giugno 1918, e gli ex partner di governo dei bolscevichi erano anche gli ex partner di governo, i socialrivoluzionari di sinistra, un mese dopo. Il VTsIK, privato dell'opposizione, si riunì a malapena per il resto dell'anno, e il potere statale passò al ramo esecutivo rappresentato dal Consiglio dei commissari del popolo (Sovnarkom), che cessò persino di inviare nuovi decreti al VTsIK per l'esame e l'approvazione, come sarebbe stato obbligato.
Il VTsIK rappresentava il potere legislativo solo formalmente, poiché il principio della separazione dei poteri non è apparso in una costituzione sovietica o russa fino alla sua introduzione, attraverso un emendamento del 1992, nella Costituzione dell'Unione Sovietica del 1977. Questo principio è stato incluso nella Costituzione della Federazione Russa del 1993.
La Costituzione della RSFSR del 1937 (Конституция РСФСР 1937 года) stabiliva che la massima autorità era detenuta dal Soviet Supremo dell'Unione delle Repubbliche Socialiste Sovietiche (URSS), in conformità con la Costituzione dell'URSS del 1936.

## Presidenti
- Nikolaj Semënovič Čcheidze (7 luglio 1917 - 9 novembre 1917)
- Lev Kamenev (9 novembre 1917 – 21 novembre 1917)
- Jakov Sverdlov (21 novembre 1917 – 16 marzo 1919); morì in carica
- Michail Vladimirskij (16 marzo 1919 - 30 marzo 1919)
- Michail Kalinin (30 marzo 1919 - 15 luglio 1938)

## Segretari
- Varlam Aleksandrovič Avanesov (Segretario dal 1917 al 1918) (nato: Suren Karpovič Martirosyan)
- Avel' Enukidze (Segretario dal 1918 al 1922)
- Leonid Petrovič Serebriakov (Segretario dal 1919 al 1920)
- Pëtr Antonovič Zalutskij (Segretario dal 1920 al 1922)
- Michail Pavlovič Tomskij (Segretario dal 1921 al 1922) (nato: Michail Pavlovič Efremov)
- Timofei Vladimirovich Sapronov (Segretario dal 1922 al 1923)
- Aleksej Semënovič Kiselyov (Segretario dal 1924 al 1937)